# كولن بوكانان
كولن بوكانان (بالإنجليزية: Colin Buchanan) هو كاتب أغاني أسترالي، ولد في 1964 في دبلن في جمهورية أيرلندا.

## وصلات خارجية
- كولن بوكانان على موقع IMDb (الإنجليزية)
- كولن بوكانان على موقع ميوزك برينز (الإنجليزية)
- كولن بوكانان على موقع ديسكوغز (الإنجليزية)